# Эффект зомби
Эффект зомби — нахождение ископаемых остатков организмов в отложениях тех времён, когда этих организмов не существовало.
Ископаемые остатки могут попасть в чужой слой из-за эрозии, которая извлекает их из первоначального слоя, после чего они могут отложиться в более позднем слое. Это называется переотложением.

## Происхождение термина
Термин был введен палеонтологом Дэвидом Вейзхемпелом в 1996 году.

## Проблемы датировки
Проблемами датировки занимается наука тафономия. Определение, является ли родным слой, осуществляется с помощью изучения окружающего данную окаменелость осадка.